# Charles Baudelaire
Charles Pierre Baudelaire (Pariz, 9. travnja 1821. – Pariz, 31. kolovoza 1867.), francuski pjesnik i kritičar.
Njegovo djelo sadrži elemente romantizma i orijetaciju simbolista. Uz zbirku pjesama Cvjetovi zla (Fleurs du mal), koju mnogi smatraju najvažnijim lirskim djelom 19. stoljeća, napisao je i zbirku pjesničkih crtica Spleen Pariza, kojima je stvorio novu pjesničku vrstu. Pisao je sjajne likovne kritike, a istaknuo se i kao prevoditelj. Bio je jedan od prvih Francuza koji je upozorio na Wagnerov genij. Obilježen kao bludnik i odbacivan kao simbol boemstva i nemorala, svojim je pjesmama proširio područja poetskog, otkrio suvremenicima čitave predjele novih ljepota i grozota. Ni za života, ni prvih desetljeća nakon smrti nije stekao zasluženo priznanje. 
Danas priznat kao vrhunski pisac francuske poezije, Baudelaire je postao klasikom. Barbey d'Aurevilly vidi u njemu «jednog Dantea jedne posrnule epohe».
Kroz svoje djelo, Baudelaire je nastojao istkati i pokazati veze između zla i ljepote, nasilja i naslade (Mučenica). Usporedno svojim zastrašujućim pjesmama (Semper Ædem) ili za njegovo doba skandaloznim  (Delphine i Hyppolite), on je izrazio melankoliju (Mœsta et errabunda) i zavist uostalom (Poziv na putovanje).

## Biografski elementi
Godine 1827. umire njegov otac, vrlo obrazovan čovjek obuzet idejama prosvjetiteljstva i ljubitelj slikarstva. I sam slikar, ostavio mu je u nasljedstvo jedno spiritualno bogatstvo. Godinu dana kasnije njegova majka se preudaje za zapovjednika bataljuna Aupicka. Budući pjesnik neće nikad oprostiti majci tu preudaju, a časnik Aupick utjelovljuje u njegovim očima sve što čini prepreku onome što voli: majku, poeziju, san, život bez neizvjesnosti.
Izbačen 1839. godine iz liceja zbog neke sitnice, Baudelaire izabire život suprotstavljen građanskim vrijednostima utjelovljenim u majci i očuhu. On ga pak, smatrajući život svog pastorka "skandaloznim", odlučuje poslati na putovanje u Indiju. Putovanje će Baudelaire skratiti, ali će ono natopiti njegovu imaginaciju (ljubav prema moru, egzotične vizije).
Po povratku u Pariz zaljubio se u Jeanne Duval, mladu mulatkinju, s kojom će upoznati čari i gorčine strasti. Prezaduženi kicoš, stavljen je pod sudsko skrbništvo i upoznaje od 1842. mizeran život. Tada počinje pisati pjesme koje će se naći u Cvjetovima zla. Kritičar umjetnosti i novinar, on napada egzaltirane forme romantizma. Godine 1848. sudjeluje u svim bitkama na pariškim barikadama, govori se, da bi pobudio ustanike na strijeljanje – Aupicka. Kasnije, dijeli mržnju Gustavea Flauberta i Victora Hugoa prema Napoleonu III.
Cvjetovi zla izlaze 1857., a zbirka je dijelom osuđena «zbog vrijeđanja javnog morala i pristojnog vladanja». Novo izdanje 1861. bit će obogaćeno i restrukturirano ali također, zabranama sudca Pinara, amputirano za šest pjesama (Les bijoux/Dragulji; Le Léthé/Leta; À celle qui est trop gaie/Onoj koja je previše simpatična;  Lesbos/Lezbos; Femmes damnées/Proklete žene (prva pjesma); Les métamorphoses du vampire/Metamorfoze vampira).
Bio je priznat samo od nekolicine svojih istomišljenika. U Figarou od 5. srpnja 1857., Gustave Bourdin je ovako reagirao prilikom pojave njegovih Cvjetova zla: «Ima momenata kad sumnjam u mentalno zdravlje gosp. Baudelairea, ima ih kad više ne sumnjam; to je većinom pri monotonom ponavljanju i premeditaciji istih stvari, istih misli. Odvratno natiskuje gnusno; odvratnost se asocirala s infektivnim...»
Pjesnik tada odlazi u Belgiju i nastanjuje se u Bruxellesu, gdje priprema jedan pamflet protiv te zemlje koja u njegovim očima ima izgled karikature francuske buržoazije. U Bruxellesu susreće Felicijana Ropsa koji će ilustrirati njegove Cvjetove zla. Umire u Parizu od afazije i paralize 1867. godine. Pokopan je na groblju Montparnasse (6. odjeljenje), u istom grobu gdje su pokopani i njegov očuh i majka.
Treće izdanje Cvjetova zla objavljeno je godinu dana nakon što je umro. Po njegovoj smrti, njegovo literarno naslijeđe prodano je na dražbi. Michel Lévy (izdavač) ga stječe za 1 750 franaka. Presuda iz godine 1857. neće biti revidirana, niti Baudelaire rehabilitiran prije 1949. godine.
Neka njegova djela na hrvatski je preveo Vladislav Kušan.

## Vanjske poveznice
- Charles Baudelaire, sa vie son oeuvre Biografija i tekstovi na francuskom u formatu PDF.
- Fleurs du mal  na francuskom: http://www.poetes.com/baud/indexa.htm
- Fleurs du mal  : https://web.archive.org/web/20060104010532/http://www.guillaumedelaby.com/ph_baudelaire.pdf PDF.
- Livre audio « Le Corbeau|Gavran » Edgar Poea u prijevodu Baudelairea